# Desa Sindangraja (administrativ by i Indonesien, lat -7,19, long 108,18)
Desa Sindangraja är en administrativ by i Indonesien.   Den ligger i provinsen Jawa Barat, i den västra delen av landet, 180 km sydost om huvudstaden Jakarta.